# František Pařil
P. František Pařil (27. ledna 1911 Vidonín – 3. srpna 1951 Jihlava) byl římskokatolický duchovní, administrátor farnosti Horní Újezd, který se stal obětí justiční vraždy v souvislosti s "Případem Babice".

## Život
Narodil se ve Vidoníně u Velké Bíteše v roce 1911. Vystudoval gymnázium v Tišnově, a po studiích bohosloví byl v roce 1937 vysvěcen na kněze. Jako kaplan a později administrátor vystřídal během let několik farností: Boskovice, Deblín, Třebíč, Ostrov nad Oslavou, Olešnice na Moravě, Podivín, nejdéle působil ve Volfířově. K 8. červenci 1948 byl ustanoven administrátorem v Horním Újezdu u Třebíče. Zde se v roce 1951 dostal do kontaktu s Ladislavem Malým, který se prezentoval jako protikomunistický odbojář (byl však pravděpodobně v kontaktu s StB, což se dosud nepodařilo dokázat). Malý, který v okolí prováděl různé pochybné "odbojové" akce, nevzbuzoval jeho důvěru. Doprovázel jej však Antonín Mityska, kterého Pařil znal již delší dobu. Malý se na hornoújezdské faře zdržoval od 24. do 26. června. P. Pařilovi jeho přítomnost vadila, ale rovněž jej nechtěl udat.
Malý následně 2. července 1951 zorganizoval přepadení schůze MNV v Babicích, při kterém byli zastřeleni tři funkcionáři (všichni členové KSČ). Bezpečnost následně provedla zátah na Malého spolupracovníky, a 5. července zatkla i P. Františka Pařila. Ten byl odvezen do Jihlavy a v průběhu vyšetřování na něm bylo vynuceno doznání, že Malého skrýval dobrovolně, že se aktivně účastnil plánování vraždy patnácti komunistů v Šebkovicích (ke které nedošlo) a že se chystal k další spolupráci s Malého skupinou. Žádné z těchto obvinění se nezakládalo na pravdě.
P. Pařil byl v monstrprocesu ve dnech 12.–14. července 1951 v Jihlavě odsouzen k trestu smrti. Dne 3. srpna 1951 byl na dvoře jihlavské věznice oběšen. Po smrti byl zpopelněn, a pohřben do hromadného hrobu v Brně. Urna s popelem byla v roce 1968 vydána příbuzným, a pohřbena tajně na hřbitově v Heřmanově u Velké Bíteše. V roce 2011 byla urna vyzvednuta a pohřbena na čestném místě u hlavního hřbitovního kříže.

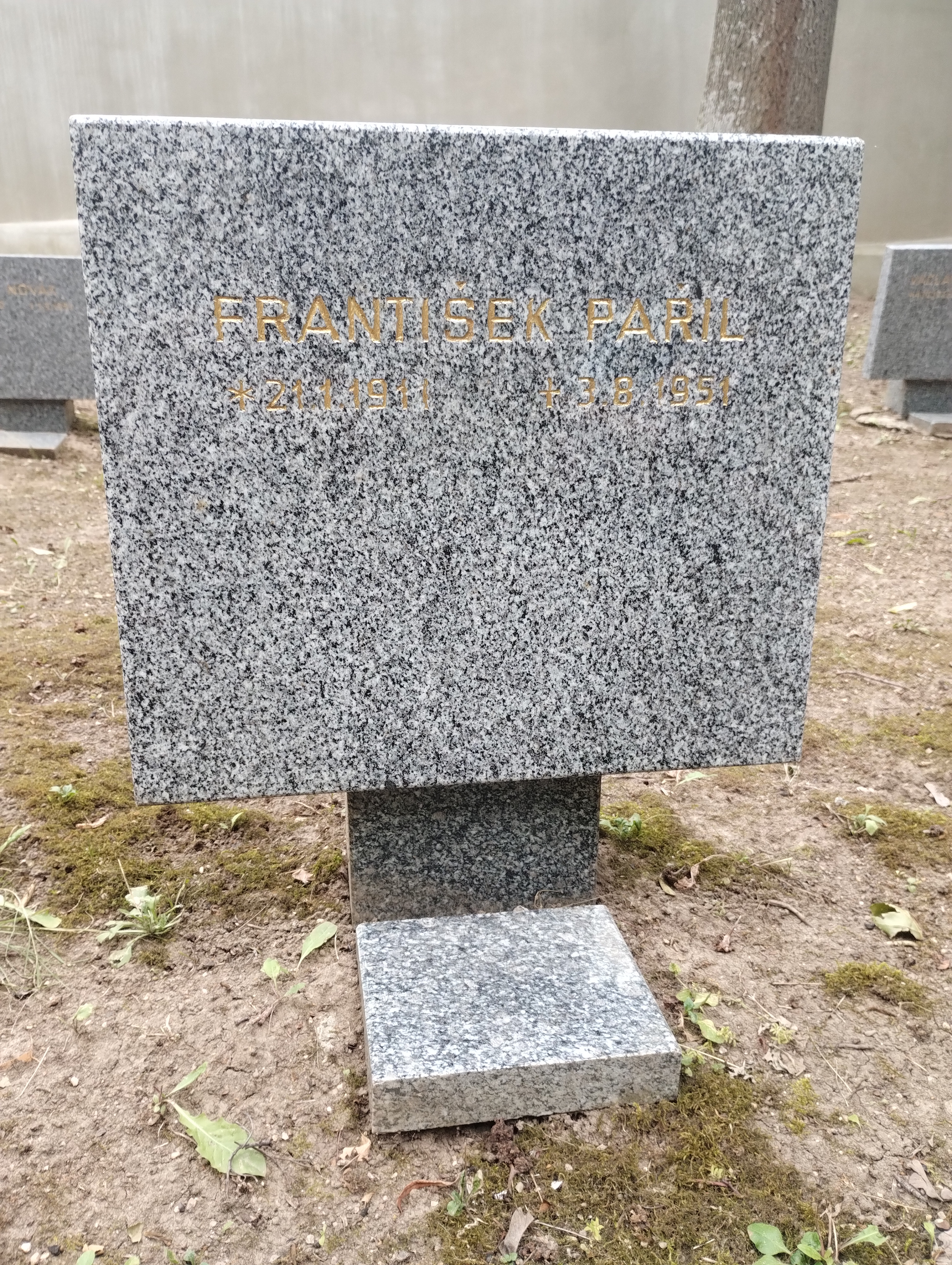
Symbolický náhrobek F. Pařila na Čestném pohřebišti v Ďáblicích

Brněnský biskup Karel Skoupý byl donucen F. Pařila (spolu s dalšími dvěma kněžími brněnské diecéze, kteří byli v souvislosti s Babicemi popraveni – P. Janem Bulou a P. Václavem Drbolou) degradovat. (O zbavení všech kněžských funkci a navrácení do stavu laiků F. Pařila a V. Drboly informoval např. deník Lidová obroda 27.7.1951.) Tuto degradaci v roce 1999 biskup Vojtěch Cikrle zrušil.
V roce 2019 Ústav pro studium totalitních režimů nechal na faru v Horním Újezdě umístit pamětní desku se jménem Františka Pařila. Tabulka je součástí projektu Poslední adresa.

## Připomínky
- Památník 11 popraveným obětem komunistické justice v 50. letech byl odhalen v roce 1993 před budovou tehdejšího krajského soudu (dnes Vysoké školy polytechnické) v Jihlavě[8]
- Pamětní deska Františku Pařilovi v Heřmanově[9]
- Pamětní deska odhalená 27. června 2019 v rámci projektu Poslední adresa v Horním Újezdě, okr. Třebíč[10]Pamětní deska F. Pařilovi v rámci projektu Poslední adresa v Horním Újezdě

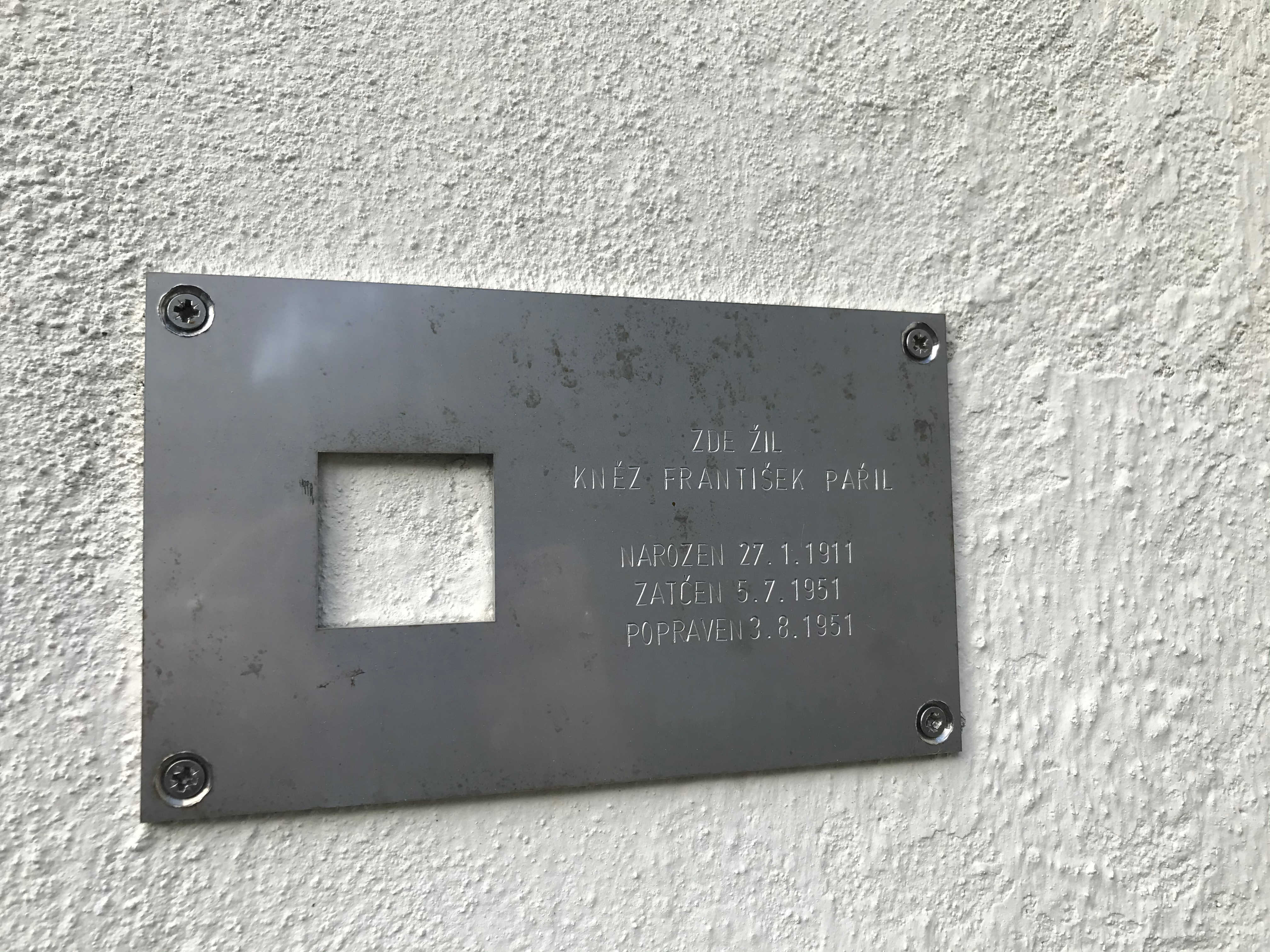
Pamětní deska F. Pařilovi v rámci projektu Poslední adresa v Horním Újezdě